# فهرست قنات‌های شهرستان ایلام
جدول زیر بر اساس آمار وزارت جهاد کشاورزیتهیه شده‌است. فهرست زیر قنات‌های شهرستان ایلام در استان ایلام را نشان می‌دهد.
| نام قنات       | موقعیت                  | نزدیک‌ترین روستا | طول قنات (متر) | تعداد میله چاه | عمق مادر چاه | دبی (لیتر بر ثانیه) | سطح زیر کشت (هکتار) |
| -------------- | ----------------------- | --------------- | -------------- | -------------- | ------------ | ------------------- | ------------------- |
| سازمان کشاورزی | بخش مرکزی شهرستان ایلام | نامعلوم         | ۱۰۰۰           | ۵۰             | ۱۸           | ۲۰                  | ۰                   |